# Tensai Okamura
Tensai Okamura (岡村 天斎, Okamura Tensai), nascut Yutaka Okamura (岡村 豊, Okamura Yutaka) nascut el 13 de desembre de 1961 a Prefectura de Fukushima, és un director i animador d’anime. Okamura va créixer a Yokohama, prefectura de Kanagawa. És llicenciat al departament de ciència i enginyeria de la Universitat de Waseda. El 1991, va canviar el seu nom pel de Tensai.

## Biografia
De petit va llegir manga sobre ninjas, espies i superherois, i va ser especialment influenciat per un manga Shirato Sampei sobre ninjas que va ajudar els joves lectors a aprendre l'art del ninja; "l'esperit i l'atmosfera de la sèrie d'espies que va sacsejar la meva infància", com ara El fugitiu, van ser altres influències a la sèrie d'Okamura. Durant els seus dies universitaris a la Universitat de Waseda, Okamura va formar part de la societat d'investigació del manga de Waseda i juntament amb altres animadors emergents, hi va produir el seu primer anime independent. Després de graduar-se a la universitat, Okamura es va unir a l'estudi de producció d'animació Madhouse com a animador amb la recomanació d'un amic. Lensman: Secret of The Lens va ser el primer en què va treballar com a animador. El 1989, va debutar com a director d'episodis amb Yawara! i aviat va debutar com a director complet el 1995 amb Memories. Més tard va deixar Madhouse i es va convertir en autònom, treballant en diversos projectes al llarg del camí.

## Influències
La idea de Darker Than Black va sorgir a Okamura mentre creava l'anime Wolf's Rain, i es basava en el seu maneig dels protagonistes. Els personatges principals de Wolf's Rain són heroics, a diferència dels violents protagonistes de Darker than Black; Okamura volia que els personatges d'aquest últim tinguessin defectes, en contrast amb els de Wolf's Rain. L'estructura biepisòdica es basa en l'experiència que Okamura va treballar com a guionista a l'anime Cowboy Bebop. Tenen espai per aprofundir més en el nou caràcter de cada nou arc. La composició de la sèrie de la primera meitat és el mateix Okamura, deixant molta llibertat als guionistes. La segona meitat, atès que aquest programa original s'ha d'acabar, és Shotaro Suga que s'encarrega del paper com la seva primera composició de sèrie.
A Gemini of the Meteor, Okamura va considerar divergir de la temporada anterior. Okamura, que va trobar la narrativa de la primera sèrie confusa i Hei tosca, va voler canviar el to de la sèrie; Suo va ser creat per contrastar amb Hei. Okamura esperava que els canvis atreguessin a nous espectadors, que després veurien la primera temporada. Darker than Black: Gaiden es va imaginar per primera vegada quan Bones va decidir crear la seqüela de la sèrie. En contrast amb el nou estil i contingut de la seqüela dirigida a nous espectadors, els 4 OVA es van fer per als fans que volen tornar a veure què va passar després de la primera temporada.

## Obres

### Sèries de televisió Anime
- Galactic Patrol Lensman (1984)
- Yawara! A Fashionable Judo Girl! (1989, episode overview and storyboards)
- Blue Seed (1994, animació clau)
- Neon Genesis Evangelion (1995, visió general de l'episodi i guió gràfic)
- Cowboy Bebop (1998, storyboards)
- Medabots (1999, director, direcció d'episodis i storyboards)
- Kikaider: The Animation (2000, director, direcció d'episodis, storyboards)
- Full Metal Panic! (2002, storyboards i direcció d'episodis)
- RahXephon (2002, storyboards)
- Wolf's Rain (2003, director, storyboards, direcció d'episodis)
- Samurai Champloo (2004, storyboards)
- Ghost in the Shell: S.A.C. 2nd Gig (2004, storyboards)
- Victorian Romance Emma (2005, storyboards)
- Ouran High School Host Club (2006, storyboards)
- Project Blue Earth SOS (2006, director)
- Darker than Black: Kuro no Keiyakusha (2007, director, concepte original, composició de la sèrie)
- Soul Eater (2008, storyboards, direcció d'episodis,del segon tema d'obertura, storyboards i direcció)
- Nijū Mensō no Musume (2008, storyboards)
- Real Drive (2008, storyboards)
- Kannagi (2008, storyboards)
- Canaan (2009, storyboards)
- Darker Than Black: Ryūsei no Gemini (2009, director)
- Blue Exorcist (2011, director)
- Hanasaku Iroha (2011, storyboards)
- Guilty Crown (2012, storyboards)
- Tari Tari (2012, storyboards)
- Sword Art Online (2012, storyboards)
- Vividred Operation (2013, script)
- Nagi no Asukara (2013, storyboard)
- World Conquest Zvezda Plot (2014, director, composició de sèries)
- The Seven Deadly Sins (2014, director)
- Kuromukuro (2016, director)
- Blade Runner: Black Lotus (2021–22, storyboards)

### Pel·lícules Animes
- Lensman: Secret of The Lens (1984, animació tweening)
- The Dagger of Kamui (1985, animació tweening)
- Neo Tokyo (1986, animació tweening)
- Toki no Tabibito -Time Stranger- (1986, animació tweening)
- Wicked City (1987, animació clau)
- Legend of the Galactic Heroes: My Conquest is the Sea of Stars (1988, animació clau)
- My Neighbor Totoro (1988, animació clau)
- City Hunter: Bay City Wars (1990, animació clau)
- Urusei Yatsura: Always, My Darling (1991, animació clau)
- Hashire Melos! (1992, animació clau)
- Ninja Scroll (1993, animació clau)
- Ghost in the Shell / Kōkaku Kidōtai (1995, animació clau)
- Memories Episode 2: Stink Bomb (1995, director)
- Neon Genesis Evangelion Gekijōban: The End of Evangelion (1997, #25 animació clau)
- Spriggan (1998, gun art)
- Jin-Roh (2000, animació clau)
- Cowboy Bebop: Knockin' on Heaven's Door (2001, storyboards escena western, animació clau, direcció coordinació de l’animació)
- Naruto: Snow Princess' Book of Ninja Arts (2004, director)
- Naruto: Legend of the Stone of Gelel (2005, animació clau)

### OVA
- Junk Boy (1987, animació clau)
- The Phoenix -Space- (1987, animació clau)
- Demon City Shinjuku (1988, animació clau)
- Goku: Midnight Eye (1989, direcció d'animació, animació clau)
- Cyber City Oedo 808 (1990, animació clau)
- Mobile Suit Gundam 0083: Stardust Memory (1991, animació clau)
- Darker than Black: Gaiden (2010, director, writer)

### Videojocs
- Tales of Destiny (1997, direcció d'animació de l'obertura)
- Tales of Phantasia (1998, direcció d'animació de l'obertura)
- Wild Arms 2: 2nd Ignition (1999, direcció d'animació de l'obertura)

### Manga
- Darker than Black (2007, guionista)